# Деравш Кавиани

Современное воспроизведение штандарта

Дера́вш Кавиани́ (перс. درفش کاویانی‎) — монархический штандарт Ирана (Персии), который использовался древними персидскими правителями, включая Сасанидов. Также встречаются варианты названия: «штандарт Джамшида» (Drafš-ī Jamshid درفش جمشید), «штандарт Феридуна» (Drafš-ī Freydun درفش فریدون) и «царский штандарт» (Drafš-ī Kayi درفش کی‌ای).

## Мифологическая версия происхождения
Название Деравш Кавиани переводится как штандарт правителя (kias, kavis). Возможно, что название штандарта отсылает к мифическому герою-кузнецу Каве, который поднял восстание против чужеземного демоноподобного правителя Заххака. Эпос «Шахнаме» рассказывает про Заххака — злобного правителя-тирана, против которого Каве призвал народ восстать, используя свой кожаный кузнечный фартук как знамя и прикрепив его к копью. После окончания войны Заххак был свергнут и трон перешёл к царю Феридуну, фартук был инкрустирован драгоценными камнями и штандарт стал символом иранского патриотизма и сопротивления чужеземной тирании.

## Сасанидский штандарт

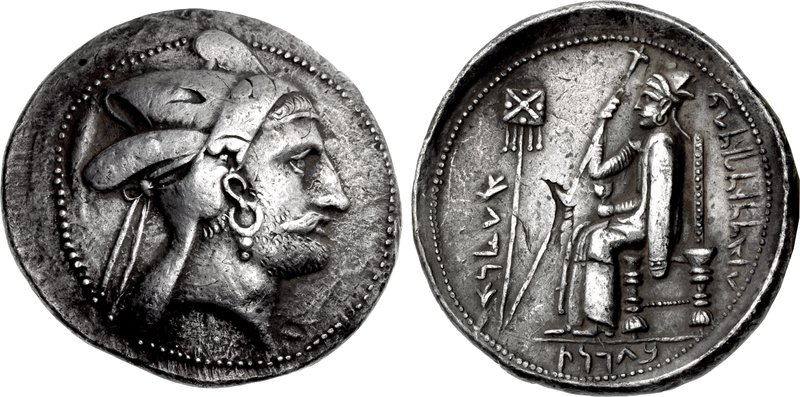
Штандарт на селевкидской монете начала III века до н. э.

В конце правления Сасанидов (224—651) Деравш Кавиани, вероятно, символизировал Эраншахр (Иранскую державу). Таким образом, штандарт можно считать первым «флагом» Ирана. Знамя состояло из звезды (ахтара) на фиолетовом поле, было инкрустировано драгоценными камнями и имело красные, золотые и фиолетовые ленты по краям. Звезда означала «удачу», и в случае захвата врагом или уничтожения штандарта на поле боя означало поражение (следовательно, утрату удачи). После поражения в битве при Аль-Кадисийе, штандарт был восстановлен неким Зерар бин Каттабом, который получил за это 30 000 динаров. После того, как из штандарта вынули все драгоценности, Халиф Умар приказал сжечь знамя.
Как символ государства Сасанидов, Деравш Кавиани неразрывно связан с концепцией Эраншахра и с иранской государственностью. Так, в 867 году, когда Якуб ибн Лейс из династии Саффаридов выдвинул претензии на наследие персидских царей и заявил о намерении «возродить их величие», он адресовал аббасидскому халифу стихотворение, которое начиналось такими словами: «С Деравш Кавиани в моих руках, я намерен править народами». 

## Штандарт Президента Таджикистана

Штандарт Президента Таджикистана

Штандарт президента Таджикистана был представлен в 2006 году на инаугурации на третий срок главы государства Эмомали Рахмона. В центре штандарта изображён Деравш Кавияни, который является символом долговечности и преемственности национальной государственности. Внутри штандарта изображён крылатый лев под голубым небом с маленькой короной и семью звездами.